# Borovnice (district de Trutnov)
Pour les articles homonymes, voir Borovnice.
Borovnice (en allemand : Groß Borowitz) est une commune du district de Trutnov, dans la région de Hradec Králové, en République tchèque. Sa population s'élevait à 357 habitants en 2020.

## Géographie
Borovnice se trouve à 9 km au sud-ouest de Hostinné, à 22 km à l'ouest-sud-ouest de Trutnov, à 37 km au nord-nord-ouest de Hradec Králové et à 97 km au sud-ouest de Prague.
La commune est limitée par Čistá u Horek au nord, par Horní Olešnice et Borovnička à l'est, par Pecka au sud, et par Vidochov à l'ouest.

## Histoire
La première mention écrite du village date de 1382.